# Dary Holm
Dary Holm (16 de abril de 1897 – 29 de agosto de 1960) foi uma atriz alemã. Foi casada com o ator Harry Piel.
Holm estrelou ao lado de Piel em vários filmes, tais como Jonny stiehlt Europa (1932).

## Filmografia selecionada
- Der Fluch der Menschheit, 2. Teil - Im Rausche der Milliarden (1920)
- Martin Luther (1923)
- Auf gefährlichen Spuren (1924)
- Der Mann ohne Nerven (1924)
- Zigano (1925)
- Panik (1928)
- Mann gegen Man (1928)
- His Best Friend (1929)
- Achtung! Auto-Diebe! (1930)
- Jonny stiehlt Europa (1932)